# Catocala reiffi
Catocala reiffi är en fjärilsart som beskrevs av Samuel E. Cassino. Catocala reiffi ingår i släktet Catocala och familjen nattflyn. Inga underarter finns listade i Catalogue of Life.